# Crinifer piscator
Crinifer piscator là một loài chim trong họ Musophagidae.

## Hình ảnh

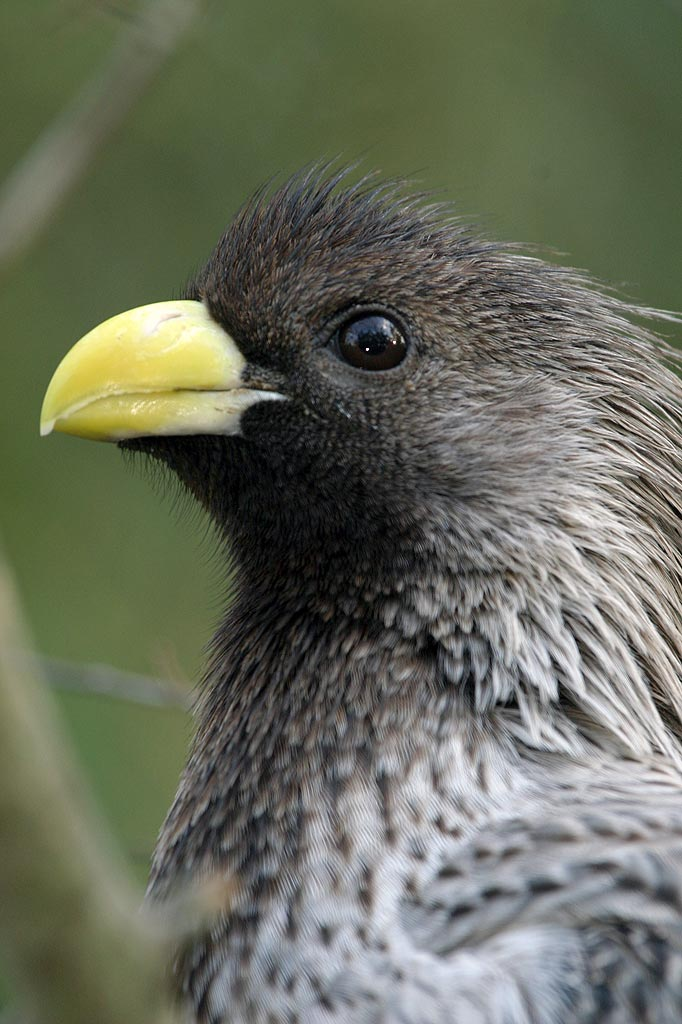
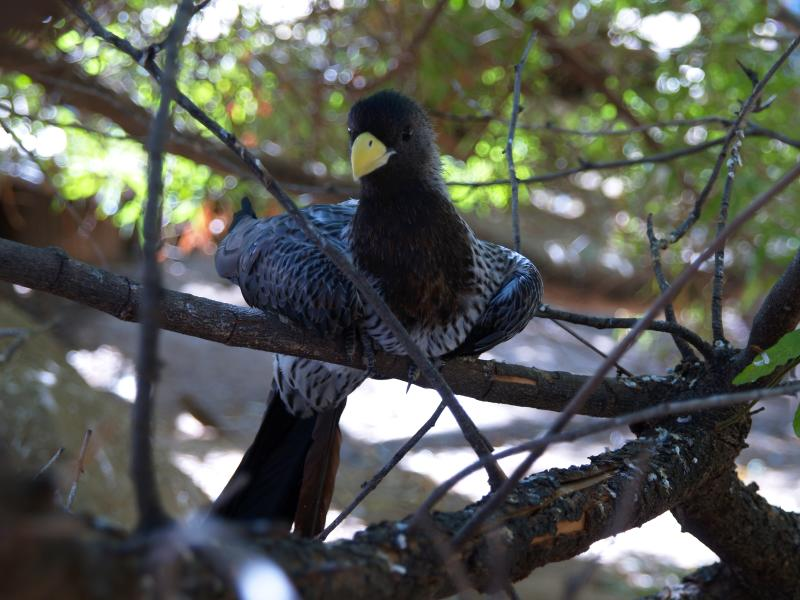
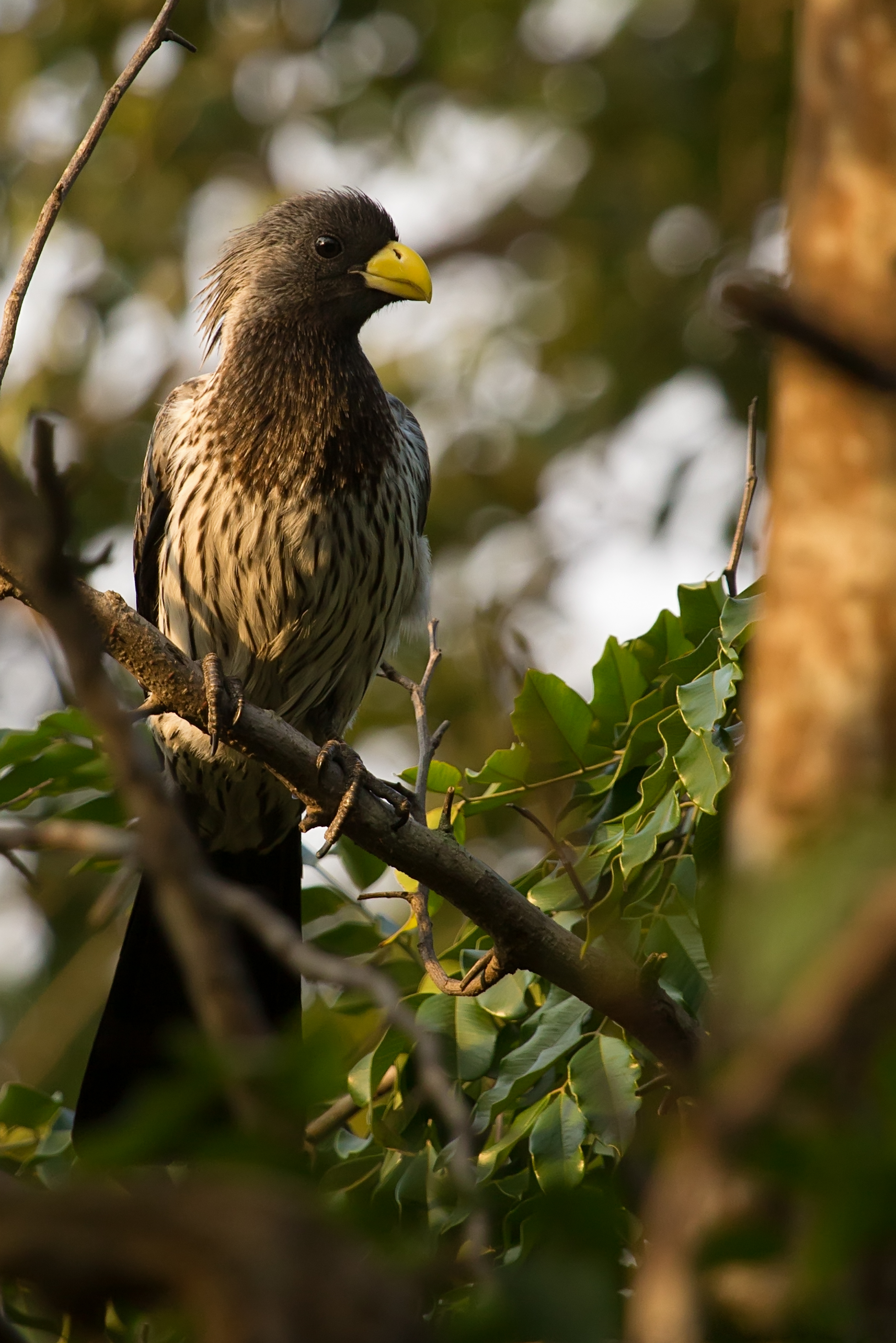
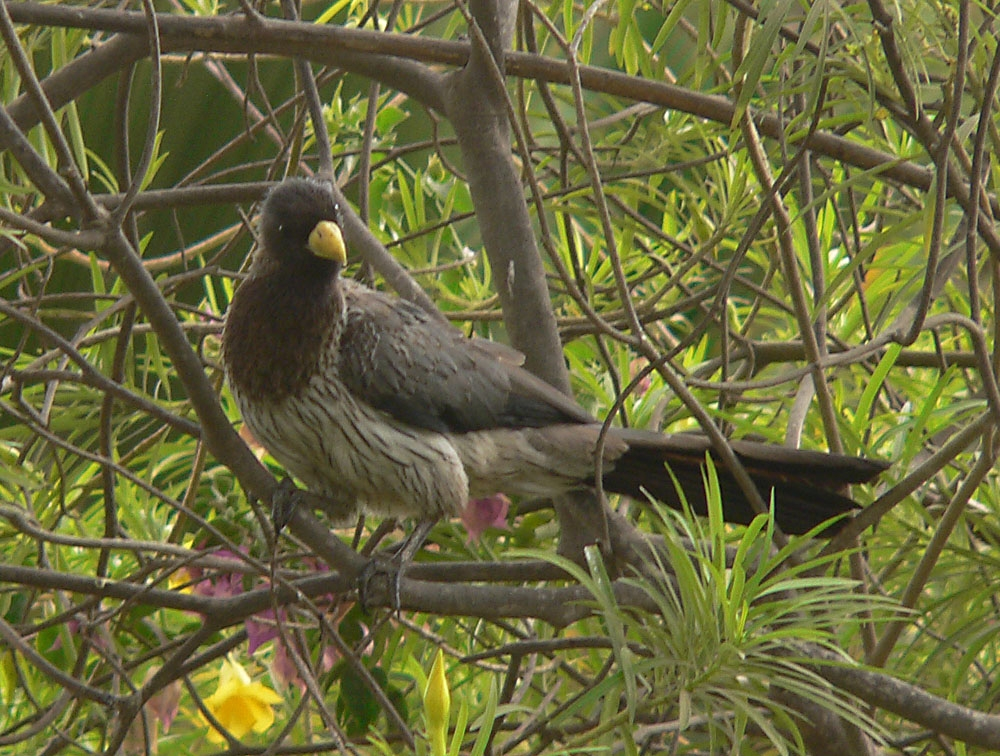